# Stonařov
Stonařov (in tedesco Stannern) è un comune mercato della Repubblica Ceca facente parte del distretto di Jihlava, nella regione di Vysočina.

## Storia
Il villaggio è stato fondato sul finire del XII secolo; il primo documento che lo menziona direttamente risale al 1347. Nel 1367 ricevette i privilegi riservati alla città; nel 1530 fu ceduto alla vicina cittadina di Jihlava. È anche il paese natale del gerarca e criminale di guerra nazista Arthur Seyß-Inquart

## Economia
Le fonti principali di sostentamento per la popolazione locale sono l'agricoltura e l'industria tessile; due manifatture tessili furono costruite nel villaggio sul finire del XIX secolo.